# Vicente Pernía
Vicente Alberto Pernía Molina (Tandil, 25 aprile 1949) è un ex calciatore argentino, di ruolo difensore,  ed ex pilota automobilistico.
Anche suo figlio Mariano è stato un calciatore.

## Carriera calcistica

### Club
Ha sempre giocato in patria, vestendo le maglie di Estudiantes, Boca Juniors e Vélez Sarsfield.

### Nazionale
Conta 10 presenze in nazionale dal 1973 al 1977.

## Palmarès

### Competizioni nazionali
- Campionato argentino: 2

Boca Juniors: Metropolitano 1976, Nacional 1976

### Competizioni internazionali
- Coppa Libertadores: 4

Estudiantes: 1969, 1970
Boca Juniors: 1977, 1978
- Coppa Intercontinentale: 1

Boca Juniors: 1977

## Carriera automobilistica
Dopo aver corso alcune gare locali mentre era ancora calciatore, iniziò a disputare gare regolarmente come pilota automobilistico subito l'anno dopo il suo ritiro dal calcio. Esordì nel Turismo Carretera il 13 marzo 1983 presso il circuito di Mendoza dove colse un sesto posto. Appese il casco al chiodo 16 anni dopo il 13 de giugno 1999. Corse con tutte e quattro le case della categoria (Ford, Chevrolet, Dodge e Torino) e ottenne 5 successi (3 con Dodge e 2 con Ford). Il suo miglior piazzamento in campionato lo ottenne nel 1997, quando lottò per il titolo fino all'ultima gara e si piazzò al secondo posto dietro al campione Juan Maria Traverso.